# Costruzioni Automobili Ing. A. Gallanzi
Costruzioni Automobili Ing. A. Gallanzi war ein italienischer Hersteller von Automobilen.

## Unternehmensgeschichte
Alfredo Gallanzi gründete 1918 das Unternehmen. Die Adresse lautete Via Gustavo Modena 4 in Mailand. Er übernahm von Chiribiri die Produktionsanlagen sowie die Fahrzeugentwürfe und begann mit der Produktion von Automobilen. Der Markenname lautete Ardita. Im gleichen Jahr endete die Produktion nach nur wenigen hergestellten Fahrzeugen.

## Fahrzeuge
Im kleineren Modell 8 HP kam ein Vierzylindermotor mit 1108 cm³ Hubraum zum Einsatz. Das größere Modell 10 HP hatte ebenfalls einen Vierzylindermotor, aber mit 1325 cm³ Hubraum. Beide Motoren verfügten über SV-Ventilsteuerung.